# براهين مبرهنة فيرما حول مجموع مربعين
تنص مبرهنة فيرما حول مجموع مربعين على أن أي عدد أولي فردي p, يمكن أن يكتب على الشكل التالي :
{\displaystyle p=x^{2}+y^{2}}
حيث x و y عددا صحيحان، إذا وفقط إذا كان p مساويا ل 1 بتردد 4.

## برهان أويلر باستعمال طريقة النزول غير المنتهي
نجح أويلر في البرهان على هذه المبرهنة سنة 1749 وعمره الاثنان والأربعون. أدرج هذا البرهان في رسالة أرسلها إلى عالم الرياضيات الألماني كريستيان غولدباخ يعود تاريخها إلى 12 أبريل 1749. يعتمد البرهان على تقنية النزول غير المنتهي. يتمثل البرهان في خمس مراحل هن :
1. جداء عددين كل منهما مجموع مربعين، هو في حد ذاته، مجموع لمربعين
{\displaystyle (a^{2}+b^{2})(p^{2}+q^{2})=(ap+bq)^{2}+(aq-bp)^{2}}
2.
{\displaystyle (pb-aq)(pb+aq)=p^{2}b^{2}-a^{2}q^{2}=p^{2}(a^{2}+b^{2})-a^{2}(p^{2}+q^{2}).}
{\displaystyle (a^{2}+b^{2})(p^{2}+q^{2})=(ap+bq)^{2}+(aq-bp)^{2}}
{\displaystyle {\frac {a^{2}+b^{2}}{p^{2}+q^{2}}}=\left({\frac {ap+bq}{p^{2}+q^{2}}}\right)^{2}+\left({\frac {aq-bp}{p^{2}+q^{2}}}\right)^{2}}
{\displaystyle (a^{2}+b^{2})(q^{2}+p^{2})=(aq+bp)^{2}+(ap-bq)^{2}.}

## برهانا ديدكايند باستعمال الأعداد الصحيحة الغاوسية
انظر عدد صحيح غاوسي.